# LPGA Tour 2015
Navigation
Édition précédente Édition suivante
La LPGA Tour 2015 est la saison du circuit de la LPGA Tour disputée en 2015, elle se tient entre janvier et novembre 2015 à travers le monde par l'élite du golf féminin. L'évènement est organisée par la LPGA dont la plupart des tournois se tiennent aux États-Unis.

## Calendrier
| Dates             | Tournoi                            | Lieu                 | Vainqueur          |
| ----------------- | ---------------------------------- | -------------------- | ------------------ |
| 28-31 janv.       | Coates Golf Championship           | Floride              | Choi Na-yeon       |
| 5-8 févr.         | Pure Silk-Bahamas LPGA Classic     | Bahamas              | Sei Young Kim      |
| 19-22 févr.       | Open d'Australie                   | Australie            | Lydia Ko           |
| 26 févr.-1er mars | Honda LPGA Thailand                | Thaïlande            | Amy Yang           |
| 5-8 mars          | HSBC Women's Champions             | Singapour            | Inbee Park         |
| 19-22 mars        | LPGA Founders Cup                  | Arizona              | Hyo Joo Kim        |
| 26-29 mars        | Kia Classic                        | Californie           | Cristie Kerr       |
| 2-5 avr.          | ANA Inspiration                    | Californie           | Brittany Lincicome |
| 15-18 avr.        | LPGA Lotte Championship            | Hawaii               | Sei-young Kim      |
| 23-26 avr.        | Swinging Skirts LPGA Classic       | Californie           | Lydia Ko           |
| 30 avr.-1er mai   | North Texas LPGA Shootout          | Texas                | Inbee Park         |
| 14-17 mai         | Kingsmill Championship             | Virginie             | Minjee Lee         |
| 21-24 mai         | Airbus LPGA Classic                | Alabama              | Tournoi annulé     |
| 29-31 mai         | ShopRite LPGA Classic              | New Jersey           | Anna Nordqvist     |
| 4-7 juin          | Manulife LPGA Classic              | Ontario              | Suzann Pettersen   |
| 11-14 juin        | LPGA Championship                  | New York             | Inbee Park         |
| 26-28 juin        | Championnat P&G Beauty NW Arkansas | Arkansas             | Choi Na-yeon       |
| 9-12 juil.        | US Open féminin de golf            | Pennsylvanie         | Chun In-gee        |
| 16-19 juil.       | Jamie Farr Owens Corning Classic   | Ohio                 | Chella Choi        |
| 23-26 juil.       | Meijer LPGA Classic                | Michigan             | Lexi Thompson      |
| 30 juil.-2 août   | Open britannique                   | Écosse               | Inbee Park         |
| 13-16 août        | Portland Classic                   | Oregon               | Brooke Henderson   |
| 20-23 août        | Open féminin du Canada             | Colombie-Britannique | Lydia Ko           |
| 27-30 août        | Yokohama Tire LPGA Classic         | Alabama              | Kris Tamulis       |
| 10-13 sept.       | The Evian Championship             | France               | Lydia Ko           |
| 17-20 sept.       | Solheim Cup                        | Allemagne            | Etats-Unis         |
| 1-4 oct.          | Reignwood LPGA Classic             | Chine                |                    |
| 8-11 oct.         | Sime Darby LPGA Malaysia           | Malaisie             | Jessica Korda      |
| 15-18 oct.        | Championnat de la LPGA Hana Bank   | Corée du Sud         | Lexi Thompson      |
| 22-25 oct.        | Blue Bay LPGA                      | Chine                | Kim Sei-young      |
| 29 oct. - 1 nov.  | Fubon LPGA Taiwan Championship     | Taïwan               | Lydia Ko           |
| 6-8 nov.          | LPGA Japan Classic                 | Japon                | Ahn Sun-Ju         |
| 12-15 nov.        | Lorena Ochoa Invitational          | Mexique              | Inbee Park         |
| 19-22 nov.        | CME Group Titleholders             | Floride              | Cristie Kerr       |

## Classement final
| Classement | Joueuse        | Pays             | Tournois joués | Gains ($) |
| ---------- | -------------- | ---------------- | -------------- | --------- |
| 1          | Lydia Ko       | Nouvelle-Zélande | 24             | 2 800 802 |
| 2          | Inbee Park     | Corée du Sud     | 25             | 2 630 011 |
| 3          | Stacy Lewis    | États-Unis       | 26             | 1 893 423 |
| 4          | Sei-young Kim  | Corée du Sud     | 27             | 1 820 056 |
| 5          | Lexi Thompson  | États-Unis       | 24             | 1 763 904 |
| 6          | Amy Yang       | Corée du Sud     | 23             | 1 438 312 |
| 7          | Cristie Kerr   | États-Unis       | 25             | 1 294 301 |
| 8          | So Yeon Ryu    | Corée du Sud     | 25             | 1 292 395 |
| 9          | Shanshan Feng  | Chine            | 21             | 1 086 338 |
| 10         | Anna Nordqvist | Suède            | 25             | 977 743   |

Classement 2015 complet

## Récompense
| Récompense            | Lauréate      | Pays             |
| --------------------- | ------------- | ---------------- |
| Classement final      | Lydia Ko      | Nouvelle-Zélande |
| Meilleur score moyen  | Inbee Park    | Corée du Sud     |
| Joueuse de l'année    | Lydia Ko      | Nouvelle-Zélande |
| Débutante de l'année  | Sei-young Kim | Corée du Sud     |
| Race to the CME Globe | Lydia Ko      | Nouvelle-Zélande |